# Primo Mazzolari
Primo Mazzolari (Cremona, 13 de enero de 1890 - Bozzolo, 12 de abril de 1959) fue un sacerdote italiano, nacido en Santa Maria del Boschetto (barrio rural de Cremona) en 1890. 
Es destacado en su país, Italia, por su férrea oposición al fascismo y al comunismo, fue párroco de Crémona (1945-1959), escribió muchos libros de apologética y algunos referentes a la Doctrina Social de la Iglesia, como:
- La più bella aventura (La más linda aventura) (1934)
- Tempo di credere (Es tiempo de creer) (1941)
- Anch’io voglio bene al Papa (Yo también quiero al Papa) (1942)
- Impegno con Cristo (Reinando con Cristo) (1943)

Colaboró en la fundación de la Democracia Cristiana de Italia, junto al Padre Luigi Sturzo y Alcide De Gasperi, y fundó en 1949, el periódico Adesso, para evangelizar a los más pobres y al campesinado.
El Padre Mazzolari falleció en Bozzolo, Italia, a la edad de 69 años, actualmente se está tramitando su vida y escritos para su pronta beatificación. Esta enterrado en la Iglesia de San Pedro Apóstol de Bozzolo.

## Bibliografía

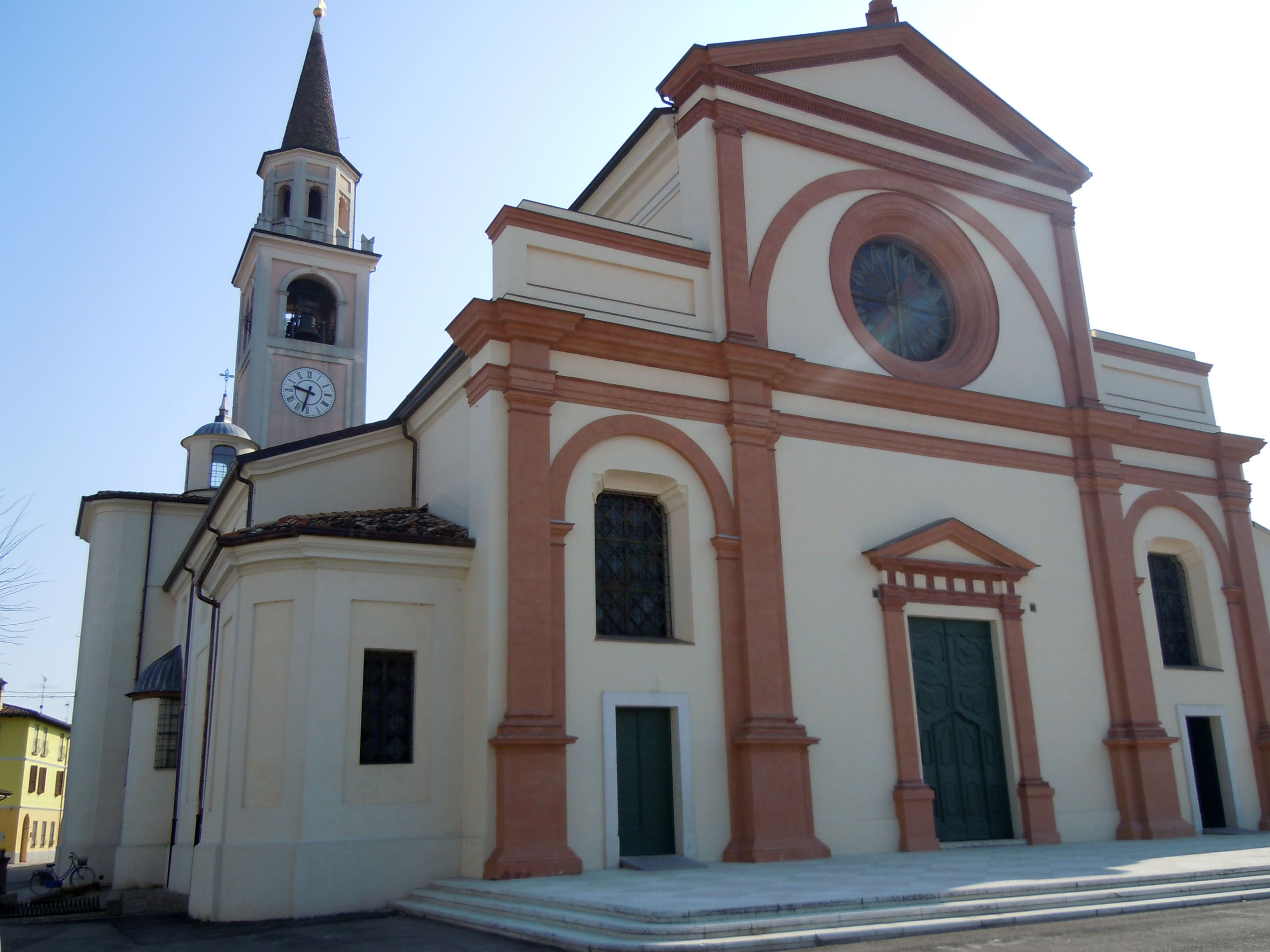
La iglesia de san Pedro, en Bozzolo, adonde es la tumba de padre Mazzolari

## Enlaces
- Fundación "Padre Primo Mazzolari" (Italia)

- Datos: Q654973
- Multimedia: Primo Mazzolari / Q654973